# نابخشودنی
نابخشودنی (به فرانسوی Impardonnables)(به انگلیسی Unforgivable) فیلمی درام فرانسوی به کارگردانی آندره تشینه محصول سال ۲۰۱۱ است. فیلم اقتباس از رمانی از فیلیپ دیژان است که در سال ۲۰۰۹ جایزه ژان پروستی را دریافت کرده است.

## بازیگران
آندری دوسولیه
کارول بوکه
آدریانا استی
میلانی تیری